# 관학파
관학파는 지역적으로는 관악산을 중심으로 대두된 학파이다.

## 고려군의 해체
조선 태종이 세자로 책봉된 후에 사병제가 혁파 혁파된다.

## 같이 보기
- 훈구파
- 사림파
- 사장파
- 대마도 정벌
- 고모다하마 신사
- 낙성대
- 고려군
- 어진#고려의 어진
- 국학
- 세종#토성인 도성의 석성으로 개축
- 정조#국역 동원에도 정당한 급여를 지급